# Голяк (мех)
Голя́к — шкурка эмбрионов овец каракульской породы (БСЭ). Малоценный товар (Ляшенко Н. Б., Губина А. В., Ситникова И. В.). В ряде источников (Краткий курс товароведения промышленных товаров, С. 352) шкурки от неродившихся ягнят каракульской породы называют каракульча, а голяк, муаре, клям — шкурки неродившихся грубошерстных пород овец (кроме каракульской).

## Описание
Голяк покрыт коротким гладким волосом. К голяку 1-го сорта относят шкурки с муаристым отливом, а ко 2-му сорту — без отлива. Шкурки каракульчи и голяка чистят волосяными щетками.
К голяку относят шкурки преждевременно родившегося ягнёнка или плода, извлечённого из утробы павшей или преждевременно забитой суягной матки. Возраст плода, дающего голяк, 115—125 дней.

## Использование
После выделки используются для изготовления головных уборов и отделки платья.